# Ludi Romani
I Ludi Romani erano delle festività del calendario dell'antica Roma. 

## Descrizione
Questi ludi, anche noti come Ludi Magni in quanto erano i principali, erano dedicati a Giove; secondo la tradizione, furono istituiti dal re Tarquinio Prisco in occasione della conquista della città latina di Apiolae, sebbene altri autori ne indichino l'origine nella vittoria sui Latini nella battaglia del Lago Regillo (496 o 499 a.C.).
Si tenevano al Circo Massimo inizialmente dal 12 al 14 settembre, ma poi furono estesi dal 4 al 19 settembre. Fu in occasione dei Ludi Romani che per la prima volta a Roma si misero in scena tragedie basate sulla tragedia greca.
Nel 161 a.C. il console Gaio Fannio Strabone propose la legge, che poi da lui prese il nome di Lex Fannia, che fissava il limite di spesa per i pranzi organizzati in queste occasioni in 100 assi.

## Durata dei Ludi
Inizialmente i Ludi Romani duravano un giorno solo, ma un secondo giorno fu aggiunto per celebrare l'espulsione dei re da Roma, nel 509 a.C., e un terzo dopo la secessio plebis del 494 a.C. Dal 191 al 171 a.C. ebbero una durata di dieci giorni, mentre poco prima della morte di Gaio Giulio Cesare duravano probabilmente quindici giorni, dal 5 al 19 settembre.
Dopo la morte di Cesare fu aggiunto un ulteriore giorno, probabilmente il 4 settembre, in quanto Cicerone afferma che passavano 45 giorni tra i Ludi Romani e i Ludi Victoriae Sullanae del 26 ottobre, da cui si deduce che alla sua epoca il 19 settembre era l'ultimo giorno dei Ludi Romani. E infatti così compare nei calendari di epoca augustea, in cui i giochi si tengono dal 4 al 19 settembre. All'interno dei Ludi cadeva la festività di Epulum Iovis (13 settembre) e la Equorum Probatio il 14, mentre i giochi nel circo duravano dal 15 settembre al 19. Il Cronografo del 354 porta i giochi dal 12 al 15 settembre.